# Céline Dumerc
Céline Dumerc (Tarbes, Hautes-Pyrénées, 9 juli 1982) is een Frans basketballer.

## Loopbaan
Dumerc begon haar loopbaan in 2000 bij Tarbes Gespe Bigorre. In 2003 ging ze naar CJM Bourges Basket. Met deze club werd ze drie keer Landskampioenschap van Frankrijk in 2006, 2008 en 2009. Ook won ze vier keer de Coupe de France in 2005, 2006, 2008 en 2009 en drie keer het Tournoi de la Fédération 2006, 2007 en 2008. In 2009 verhuisde ze naar UMMC Jekaterinenburg in Rusland. Met Dinamo won ze twee keer het Landskampioenschap van Rusland in 2010 en 2011 en won ze één keer de Beker van Rusland in 2010. In 2011 keerde ze terug bij Tango Bourges Basket. Met deze club werd ze weer drie keer Landskampioenschap van Frankrijk in 2012, 2013 en 2015. Ook won ze één keer de Coupe de France in 2014. Ze won met Bourges ook de EuroCup Women in 2016. Ze wonnen van ESB Villeneuve-d'Ascq uit Frankrijk met totaalscore van 105-93 over twee wedstrijden. In 2016 ging ze spelen voor Basket Landes. Met deze club werd ze één keer Landskampioenschap van Frankrijk in 2021. In 2014 speelde ze ook in de WNBA. Ze speelde bij de Atlanta Dream. In 2023 stopte ze met basketbal.
Dumerc won met het Frans basketbalteam de zilveren medaille bij de Olympische Spelen van 2012. In de finale van 2012 was Amerika met 86-50 te sterk.

## Erelijst
- Landskampioenschap Frankrijk (7):

Winnaar: 2006, 2008, 2009, 2012, 2013, 2015, 2021
- Coupe de France (5):

Winnaar: 2005, 2006, 2008, 2009, 2014
- Tournoi de la Fédération (3):

Winnaar: 2006, 2007, 2008
- Supercupwinnaar Frankrijk (2):

Winnaar: 2014, 2015
- Landskampioenschap Rusland (2):

Winnaar: 2010, 2011
- Bekerwinnaar Rusland (1):

Winnaar: 2010
- EuroCup Women (1):

Winnaar: 2016
- Olympische Spelen:

 2012
- Europees kampioenschap:

 2009,  2013, 2015, 2017,  2011